# U 1105
U 1105 war ein deutsches U-Boot vom Typ VII C/41, das im Zweiten Weltkrieg von der deutschen Kriegsmarine eingesetzt wurde.

## Einsatz und Geschichte
U 1105 wurde bei den Nordseewerken in Emden gebaut und am 3. Juni 1944 unter dem Kommando von Oberleutnant zur See Hans-Joachim Schwarz in den aktiven Dienst gestellt. Es versenkte auf seiner einzigen Unternehmung am 27. April 1945 den britischen Zerstörer HMS Redmill mit 1300 t, wobei 32 Menschen starben. Nach der bedingungslosen Kapitulation der Wehrmacht wurde U 1105 am 10. Mai 1945 den Briten ausgeliefert, später aber den Vereinigten Staaten übergeben. Das leere U-Boot wurde am 19. September 1949 bei Piney Point (Maryland) versenkt.

### Bootszeichen
Das Boot war eines von weniger als zehn U-Booten, das von der Kriegsmarine mit einer experimentellen Gummiummantelung zur Absorption von feindlichen Sonarwellen ausgestattet wurde. Nach dem Zwerg im Nibelungenlied, der sich mit einer „Tarnkappe“ unsichtbar machen konnte, wurde diese neuartige Verkleidung „Alberich“ genannt. Die charakteristische Farbe – deutsche U-Boote waren in der Regel grau – trug auch zur Findung des bootsspezifischen Zeichens bei. Einige Besatzungsmitglieder hatten bei Besuchen in Danzig während der Ausbildungszeit des Bootes einen schwungvollen Song namens "Schwarzer Panther" kennengelernt und sich die Platte besorgt, die sich unter der Besatzung rasch großer Beliebtheit erfreute. Dem Kommandanten sagten die jazzigen Rhythmen des Songs allerdings nicht zu, weshalb er das Abspielen der Schallplatte bald untersagte. Bei den Überlegungen zu einem bootsspezifischen Zeichen – damals bei deutschen U-Booten üblich – entschied sich die Besatzung in Anlehnung an dieses Lied, die Farbe des Bootes und den Namen des Kommandanten für die Darstellung eines schwarzen Panthers auf einer Weltkugel.

### Einsatz
Nach mehreren Ausbildungsfahrten in der Ostsee und der Endabnahme in Wilhelmshaven begann U 1105 im Frühling 1945 seine Unternehmung gegen alliierte Konvois in der Nähe des irischen Ortes Blackrock, eines Vororts von Dublin. Im April konnte das Boot der Entdeckung durch eine feindliche Zerstörer-Patrouille entgehen und entdeckte drei Tage später seinerseits drei britische Zerstörer, die als Teil der 2. Division der 21. Escort Group (deutsch: 21. Geleitgruppe) unterwegs waren. U 1105 schoss aus einer Entfernung von 2000 m zwei akustische Torpedos auf die Schiffe ab und tauchte sofort auf 100 m, um einem Gegenangriff zu entgehen. Die Torpedos trafen die HMS Redmill (Lage), einen in den USA gebauten britischen Zerstörer. Durch den Angriff kamen 32 Besatzungsmitglieder des britischen Schiffes ums Leben. Das Wrack der Redmill wurde in einen Hafen geschleppt, doch das Schiff wurde nicht mehr instand gesetzt und gilt als Totalverlust. Die Suche nach dem deutschen U-Boot und die Rettungsmaßnahmen für die Überlebenden der HMS Redmill begannen sofort. U 1105 tauchte derweil auf etwa 175 m ab und verblieb dort in absoluter Bewegungslosigkeit. In den folgenden 31 Stunden der Suche konnten die alliierten Kräfte das Boot nicht aufspüren, und so entkam es seinen Jägern schließlich.
Am 4. Mai 1945 erhielt U 1105 seinen letzten Befehl, den der bedingungslosen Kapitulation, von Großadmiral Karl Dönitz. Ironischerweise ergab es sich der 21. Escort Group – der Gruppe, die es einige Wochen vorher angegriffen hatte. Aufgetaucht fuhr das Boot am 10. Mai 1945 zur britischen Basis in Loch Eriboll, Schottland.

### Dienst im Vereinigten Königreich
Obwohl die deutsche Mannschaft das Boot immer noch betrieb, wurde U 1105 in N-16 umbenannt und fuhr zusammen mit anderen erbeuteten U-Booten unter Bewachung einer Eskorte der Royal Navy zwischen den inneren und äußeren Hebriden hindurch zunächst zur britischen Basis nach Lochalsh vor der Nordwestküste Schottlands, dann nach Lisahally, Nordirland. Dort wurde dem Boot im Hafen von Londonderry für eine Verweildauer von sieben Monaten eine britische Besatzung zugewiesen, ehe es Anfang 1946 als Kriegsbeute an die USA überführt wurde.

### Dienst in den USA
1946 erreichte das Boot, wieder in U 1105 umbenannt, Portsmouth, New Hampshire. Das United States Naval Research Laboratory in Washington D.C. und das akustische Labor des Massachusetts Institute of Technology in Cambridge, Massachusetts, führten intensive Tests und Forschungen an der neuartigen Gummiummantelung des Bootes durch. Nach Beendigung der Forschungsarbeiten wurde U 1105 nach Solomons Island, Maryland, geschleppt, um dort Sprengversuchen ausgesetzt zu werden.
Die beiden Bergungsschiffe USS Salvager und USS Windlass zogen U 1105 in die Chesapeake Bay, wo es vom 10. bis zum 25. August mehrmals kontrolliert versenkt wurde, um Bergungs- und Abschlepptests durchzuführen. Am 29. September wurden an dem Boot seitlich Pontons angebracht, die ebenfalls für Bergungstests verwendet wurden. Am 18. November wurden die Versuche eingestellt und U 1105 für die nächsten drei Jahre ein letztes Mal versenkt. Eine Boje wurde an der Untergangsstelle zur Markierung hinterlassen.
Im Sommer 1949 wurde U 1105 gehoben und in den Potomac River gezogen und vor Piney Point, Maryland, verankert, um zur endgültigen Sprengung vorbereitet zu werden. Am 19. September 1949 detonierte in knapp 10 m Entfernung zu dem Boot eine 250-Pfund-Wasserbombe. Die Wucht der Bombe hob es zunächst aus dem Wasser. Anschließend sank das Boot knapp 28 m tief auf den Grund des Flusses und wurde für die nächsten 36 Jahre nicht genau lokalisiert, da keine Markierungsmaßnahmen zum Zeitpunkt der Versenkung getätigt wurden.

### Verbleib
Am 29. Juni 1985 wurde das Wrack von U 1105 von einem Sporttaucherteam ungefähr eine Meile (ca. 1,6 km) westlich vor Piney Point bei den Koordinaten 38° 8′ N, 76° 33′ W gefunden. Im November 1994 wurde es zu Marylands erster historischer Untergangsstelle erklärt und somit unter den Schutz des Bundesstaates gestellt, der es bewahren und der Öffentlichkeit bedingt zugängig machen will. Zwischen April und Dezember markieren eine blaue und eine weiße Boje das Kanonendeck des Bootes. Der Kommandoturm sowie die holzbeplankten Decks des U-Boots sind bei niedrigem Wasserstand gelegentlich zu sehen.